# Whisky a Go Go

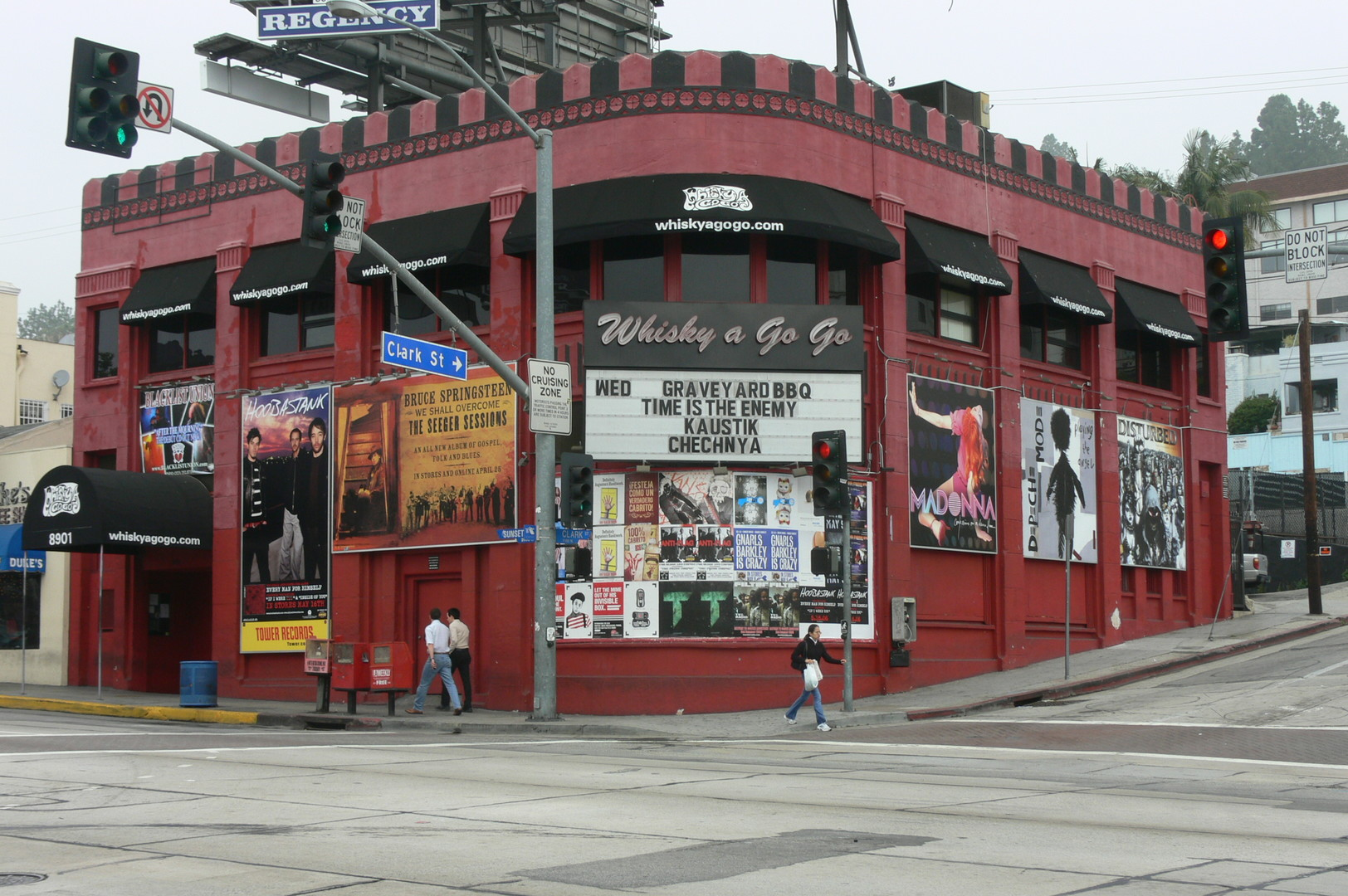
Das Whisky a Go Go (2006)

Das Whisky a Go Go ist ein Rockclub auf dem Sunset Strip in West Hollywood, Los Angeles County. Einen Club gleichen Namens gab es jedoch bereits in den 1950er Jahren in der damals Internationalen Zone von Tanger.

## Geschichte
Am 11. Januar 1964 wurde mit dem Whisky a Go Go der erste Rockclub im Großraum der Stadt Los Angeles eröffnet; in dem Gebäude war zuvor eine Bank beheimatet. Begründer war Elmer Valentine (1923–2008), ein ehemaliger Polizist aus Chicago. Der auf dem 8901 Sunset Boulevard angesiedelte Club wurde in den 1960er Jahren zu einem wichtigen Treffpunkt von Musikern und Musikmanagern.
Der erste Musiker, der im Whisky a Go Go auftrat, war Johnny Rivers, der zuvor seine Karriere in Gazzarri's Club begonnen hatte. Wie damals üblich traten viele Bands mehrere Tage lang abendlich auf, statt nur ein einzelnes Konzert zu geben. Im Laufe der Jahre wurden in dem Club Live-LPs diverser Künstler aufgenommen. Die erste Produktion war die zwischen April und Juli 1964 aufgenommene LP At the Whisky a Go Go. Im Laufe der Jahre traten Bands wie The Byrds, The Doors, Alice Cooper, The Mothers of Invention (Whisky a Go Go 1968), The Weirdos oder später System of a Down auf. 
Im Jahr 1965 traten die Watusi-Dancing-Girls des Club in dem B-Movie-Horrorfilm The Beach Girls and the Monster auf.
Der Name des Lokals leitet sich aus dem französischen „à gogo“ (etwa: „in Hülle und Fülle“) ab. Dieser Zusatz war Mitte und Ende der 1960er-Jahre in der anglisierten Schreibweise in der amerikanischen Popkultur weit verbreitet. Der Club machte den Begriff „Go-Go Dancer“ populär. Der Clubeigentümer wollte 1964 seinem Publikum einen weiblichen DJ präsentieren. Als das hierfür vorgesehene Mädchen kurzfristig absagte, organisierte Elmer Valentine sein „Cigarette Girl“, Patty Brockhurst, als Ersatz. Das Pult befand sich in einem gläsernen Kasten, der – aus Platzgründen – über der Tanzfläche hing. Patty bewegte sich dort zum Rhythmus der Musik, was beim Publikum so gut ankam, dass Valentine weitere Boxen installieren ließ und junge Frauen dafür bezahlte, dort animierend zu tanzen. Allerdings war der Begriff go-go dancing bereits in den 1950er Jahren bekannt, womöglich wurde der Club in Hinblick darauf benannt.

## Diskografie (Auswahl)
- 1965: Meanwhile Back at the Whisky a Go Go von Johnny Rivers (Capitol Records)
- 1965: Dobie Gray Sings for ‘In’ Crowders that go ‘Go Go’ von Dobie Gray (Charger Records)
- 1965: Going to a Go-Go von Smokey Robinson & the Miracles (Tamla)